# کاستلو دلآکوا
کاستلو دلآکوا (به ایتالیایی: Castello dell'Acqua) یک کومونه در ایتالیا است که در استان سوندریو واقع شده‌است.

## خصوصیات
کاستلو دلآکوا ۱۳٫۹ کیلومترمربع مساحت و ۶۹۳ نفر جمعیت دارد.